# Набережночелнинская ТЭЦ
Набережночелнинская ТЭЦ — предприятие энергетики города Набережные Челны, входит в состав АО «Татэнерго». Является одной из десяти крупнейших тепловых станций России. Потребителями тепловой энергии являются жилые массивы Автозаводского и Центрального района города, заводы КамАЗа. Директором станции с 30 ноября 2012 года является Хазеев Анвар Магсумович.

## Основные этапы развития
- 1969 год — для обеспечения электрической и тепловой энергией Камского автомобильного завода и города Набережные Челны Совет Министров СССР Постановлением № 796 от 7 октября 1969 года принял решение о строительстве ТЭЦ КамАЗа. Проектирование ТЭЦ было поручено Львовскому отделению института «Теплоэлектропроект». Электрическая мощность ТЭЦ была определена в 820 МВт. Территория станции расположена на землях промкомзоны Автозавода и компоновочно увязана с генеральным планом промышленного узла города Набережные Челны[2].

- 13 января 1970 года — начало работать вновь созданное СМУ-42 ТЭС-1 по строительству ТЭЦ КамАЗа.

- 2 июня 1970 года — поднята первая колонна главного корпуса.

- 5 ноября 1971 года — растоплен пиковый водогрейный котел ПТВМ-100, ст. № 1. Подана вода в теплосеть Нового города, что позволило приступить к возведению там первых жилых микрорайонов. В конце ноября были запущены и котлы ст. № 2 и № 3.

- 7 ноября 1973 года — введена в строй дымовая труба № 1 высотой 250 метров[3].

- 1979 год — завершено строительство первой очереди ТЭЦ, мощность которой достигла проектной величины — 820 МВт электрической энергии и 2822 Гкал/ час тепла. Однако в связи с быстрым ростом города Набережные Челны и производственных мощностей Камского Автомобильного завода в августе 1979 года Львовского отделения института «Теплоэлектропроект» было дано задание на разработку проекта расширения станции.

- 1993 год — завершение проекта расширения станции. Установленная электрическая мощность НчТЭЦ достигла 1180 МВт, тепловая мощность 4092 Гкал/час.

- 1994 год — Приказом ПЭО «Татэнерго» ТЭЦ КамАЗа была переименована в Набережночелнинскую ТЭЦ.

## Музей
В 1985 году на Набережночелнинской ТЭЦ был создан музей. Его экспозицию открывал тщательно изготовленный макет Челнинской тепловой станции.

## Перечень основного оборудования
| Агрегат                              | Тип          | Изготовитель                                     | Количество | Ввод в эксплуатацию             | Основные характеристики | Основные характеристики | Источники |
| Агрегат                              | Тип          | Изготовитель                                     | Количество | Ввод в эксплуатацию             | Параметр                | Значение                | Источники |
| ------------------------------------ | ------------ | ------------------------------------------------ | ---------- | ------------------------------- | ----------------------- | ----------------------- | --------- |
| Оборудование паротурбинных установок |              |                                                  |            |                                 |                         |                         |           |
| Паровой котёл                        | ТГМ-84 «Б»   | Таганрогский котельный завод «Красный котельщик» | 10         | 1973—1980 гг.                   | Топливо                 | газ                     | [ 4 ]     |
| Паровой котёл                        | ТГМ-84 «Б»   | Таганрогский котельный завод «Красный котельщик» | 10         | 1973—1980 гг.                   | Производительность      | 420 т/ч                 | [ 4 ]     |
| Паровой котёл                        | ТГМ-84 «Б»   | Таганрогский котельный завод «Красный котельщик» | 10         | 1973—1980 гг.                   | Параметры пара          | 140 кгс/см2, 560 °С     | [ 4 ]     |
| Паровой котёл                        | ТГМЕ-464     | Таганрогский котельный завод «Красный котельщик» | 4          | 1984 г. 1986 г. 1988 г. 1993 г. | Топливо                 | газ                     | [ 4 ]     |
| Паровой котёл                        | ТГМЕ-464     | Таганрогский котельный завод «Красный котельщик» | 4          | 1984 г. 1986 г. 1988 г. 1993 г. | Производительность      | 500 т/ч                 | [ 4 ]     |
| Паровой котёл                        | ТГМЕ-464     | Таганрогский котельный завод «Красный котельщик» | 4          | 1984 г. 1986 г. 1988 г. 1993 г. | Параметры пара          | 140 кгс/см2, 560 °С     | [ 4 ]     |
| Паровая турбина                      | ПТ-60-130/13 | Ленинградский металлический завод                | 2          | 1973 г.                         | Установленная мощность  | 60 МВт                  | [ 4 ]     |
| Паровая турбина                      | ПТ-60-130/13 | Ленинградский металлический завод                | 2          | 1973 г.                         | Тепловая нагрузка       | 139 Гкал/ч              | [ 4 ]     |
| Паровая турбина                      | Т-100-130-2  | Уральский турбинный завод                        | 2          | 1974 г.                         | Установленная мощность  | 105 МВт                 | [ 4 ]     |
| Паровая турбина                      | Т-100-130-2  | Уральский турбинный завод                        | 2          | 1974 г.                         | Тепловая нагрузка       | 168 Гкал/ч              | [ 4 ]     |
| Паровая турбина                      | Т-100-130-3  | Уральский турбинный завод                        | 4          | 1975—1977 гг.                   | Установленная мощность  | 110 МВт                 | [ 4 ]     |
| Паровая турбина                      | Т-100-130-3  | Уральский турбинный завод                        | 4          | 1975—1977 гг.                   | Тепловая нагрузка       | 175 Гкал/ч              | [ 4 ]     |
| Паровая турбина                      | Р-50-130/13  | Ленинградский металлический завод                | 1          | 1978 г.                         | Установленная мощность  | 50 МВт                  | [ 4 ]     |
| Паровая турбина                      | Р-50-130/13  | Ленинградский металлический завод                | 1          | 1978 г.                         | Тепловая нагрузка       | 188 Гкал/ч              | [ 4 ]     |
| Паровая турбина                      | Т-175-130    | Уральский турбинный завод                        | 1          | 1984 г.                         | Установленная мощность  | 175 МВт                 | [ 4 ]     |
| Паровая турбина                      | Т-175-130    | Уральский турбинный завод                        | 1          | 1984 г.                         | Тепловая нагрузка       | 270 Гкал/ч              | [ 4 ]     |
| Паровая турбина                      | Т-185-130    | Уральский турбинный завод                        | 1          | 1987 г.                         | Установленная мощность  | 185 МВт                 | [ 4 ]     |
| Паровая турбина                      | Т-185-130    | Уральский турбинный завод                        | 1          | 1987 г.                         | Тепловая нагрузка       | 280 Гкал/ч              | [ 4 ]     |
| Водогрейное оборудование             |              |                                                  |            |                                 |                         |                         |           |
| Водогрейный котел                    | ПТВМ-100     |                                                  | 6          | 1971 г. 1972 г.                 | Топливо                 | газ                     | [ 4 ]     |
| Водогрейный котел                    | ПТВМ-100     | Тепловая мощность                                | 6          | 1971 г. 1972 г.                 | 100 Гкал/ч              |                         | [ 4 ]     |
| Водогрейный котел                    | ПТВМ-180     |                                                  | 8          | 1975—1981 гг.                   | Топливо                 | газ                     | [ 4 ]     |
| Водогрейный котел                    | ПТВМ-180     | Тепловая мощность                                | 8          | 1975—1981 гг.                   | 180 Гкал/ч              |                         | [ 4 ]     |

## Фотогалерея
|  |  |  |  |  |
|  |  |  |  |  |